# (12119) Memamis
(12119) Memamis (1999 NG9) – planetoida z pasa głównego asteroid okrążająca Słońce w ciągu 3,48 lat w średniej odległości 2,3 j.a. Odkryta 13 lipca 1999 roku.